# Atletism la Jocurile Olimpice de vară din 2004 - Triplusalt (masculin)
Proba masculină de triplusalt de la Jocurile Olimpice de vară din 2004 a avut loc în perioada 22-24 august 2004 pe Stadionul Olimpic din Atena.

## Recorduri
Înaintea acestei competiții, recordurile mondiale și olimpice erau următoarele:
| Record  | Atlet                  | Rezultat | Loc                    | Data          |
| ------- | ---------------------- | -------- | ---------------------- | ------------- |
| Mondial | Jonathan Edwards (GBR) | 18,29 m  | Göteborg, Suedia       | 7 august 1995 |
| Olimpic | Kenny Harrison (USA)   | 18,09 m  | Atlanta, Statele Unite | 27 iulie 1996 |

## Rezultate

### Calificări
S-a calificat în finală orice atlet care a sărit lungimea de 17,00 m respectiv cei mai buni 12 atleți.

#### Grupa A
| Loc | Atlet               | Țară                       | 1                 | 2                 | 3                 | Rezultat          |
| --- | ------------------- | -------------------------- | ----------------- | ----------------- | ----------------- | ----------------- |
| 1   | Christian Olsson    | Suedia                     | 17,68             | –                 | –                 | 17,68             |
| 2   | Phillips Idowu      | Marea Britanie             | 17,33             | –                 | –                 | 17,33             |
| 3   | Daniil Burkenia     | Rusia                      | 16,77             | 16,91             | 17,08             | 17,08             |
| 4   | Hristos Meletoglou  | Grecia                     | 16,75             | 16,50             | 17,06             | 17,06             |
| 5   | Yoelbi Quesada      | Cuba                       | 16,89             | x                 | 17,01             | 17,01             |
| 6   | Walter Davis        | Statele Unite ale Americii | 16,28             | 14,77             | 16,94             | 16,94             |
| 7   | Julien Kapek        | Franța                     | 16,61             | x                 | 16,91             | 16,91             |
| 8   | Andrew Murphy       | Australia                  | 16,59             | 16,82             | x                 | 16,82             |
| 9   | Ibrahim Mohamedin   | Qatar                      | 15,98             | 16,37             | 16,71             | 16,71             |
| 10  | Andrew Owusu        | Ghana                      | 15,85             | x                 | 16,64             | 16,64             |
| 11  | Mikola Sawolainen   | Ucraina                    | 15,56             | 16,48             | 15,57             | 15,56             |
| 12  | Ivailo Rusenov      | Bulgaria                   | 16,39             | x                 | x                 | 16,39             |
| 13  | Péter Tölgyesi      | Ungaria                    | 16,33             | 15,74             | 16,36             | 16,36             |
| 14  | Leevan Sands        | Bahamas                    | x                 | x                 | 16,35             | 16,35             |
| 15  | Randy Lewis         | Grenada                    | x                 | x                 | 16,33             | 16,33             |
| 16  | Aljaksandr Hlawazki | Belarus                    | 16,18             | 15,73             | x                 | 16,18             |
| 17  | LeJuan Simon        | Trinidad și Tobago         | x                 | 14,75             | 16,16             | 16,16             |
| 18  | Olivier Sanou       | Burkina Faso               | x                 | 15,67             | x                 | 15,67             |
| 19  | Armen Martirosjan   | Armenia                    | 15,05             | x                 | x                 | 15,05             |
| —   | Charles Friedek     | Germania                   | x                 | x                 | x                 | FR                |
| —   | Witali Moskalenko   | Rusia                      | x                 | x                 | x                 | FR                |
| —   | Berk Tuna           | Turcia                     | x                 | x                 | x                 | FR                |
| —   | Roman Walijew       | Kazahstan                  | x                 | x                 | x                 | FR                |
| —   | Serghei Bochkov     | Azerbaidjan                | Nu a luat startul | Nu a luat startul | Nu a luat startul | Nu a luat startul |

#### Grupa B
| Loc | Atlet                  | Țară                       | 1     | 2     | 3     | Rezultat |
| --- | ---------------------- | -------------------------- | ----- | ----- | ----- | -------- |
| 1   | Yoandri Betanzos       | Cuba                       | 17,53 | –     | –     | 17,53    |
| 2   | Marian Oprea           | România                    | 17,44 | –     | –     | 17,44    |
| 3   | Jadel Gregório         | Brazilia                   | 17,20 | –     | –     | 17,20    |
| 4   | Viktor Gușcinskii      | Rusia                      | 16,71 | x     | 17,17 | 17,17    |
| 5   | Kenta Bell             | Statele Unite ale Americii | 16,77 | 16,82 | 16,98 | 16,98    |
| 6   | Nathan Douglas         | Marea Britanie             | 16,84 | x     | x     | 16,84    |
| 7   | Li Yanxi               | China                      | x     | 16,70 | 16,74 | 16,74    |
| 8   | Arnie David Giralt     | Cuba                       | x     | 16,63 | 16,74 | 16,70    |
| 9   | Melvin Lister          | Statele Unite ale Americii | 16,62 | x     | 16,64 | 16,64    |
| 10  | Fabrizio Donato        | Italia                     | 16,16 | 16,45 | 16,34 | 16,45    |
| 11  | Momcil Karailiev       | Bulgaria                   | x     | 16,45 | x     | 16,45    |
| 13  | Viktor Jastrebov       | Ucraina                    | 16,43 | 16,32 | x     | 16,43    |
| 13  | Mohammad Hazzory       | Siria                      | 16,37 | x     | 16,14 | 16,37    |
| 14  | Godfrey Khotso Mokoena | Africa de Sud              | 16,23 | 16,32 | x     | 16,32    |
| 15  | Dimitri Waliukewitsch  | Belarus                    | x     | x     | 16,32 | 16,32    |
| 16  | Andreas Pohle          | Germania                   | x     | 16,23 | 16,29 | 16,29    |
| 17  | Vladimir Letnicov      | Republica Moldova          | x     | 15,88 | 16,25 | 16,25    |
| 18  | Lauri Leis             | Estonia                    | x     | 16,06 | 16,18 | 16,18    |
| 19  | Salem Al-Ahmadi        | Arabia Saudită             | 16,16 | 16,03 | x     | 16,16    |
| 20  | Boštjan Šimunič        | Slovenia                   | x     | x     | 16,07 | 16,07    |
| 21  | Takanori Sugibayashi   | Japonia                    | 15,38 | 16,00 | 15,95 | 16,00    |
| 22  | Park Hyung-jun         | Coreea de Sud              | x     | 15,84 | x     | 15,84    |
| 23  | Nelson Évora           | Portugalia                 | 15,72 | x     | x     | 15,72    |
| 24  | Karl Taillepierre      | Franța                     | 15,50 | x     | x     | 15,50    |

### Finala
| Loc | Atlet              | Țară                       | 1     | 2     | 3     | 4            | 5            | 6            | Rezultat |
| --- | ------------------ | -------------------------- | ----- | ----- | ----- | ------------ | ------------ | ------------ | -------- |
| 1   | Christian Olsson   | Suedia                     | 17,69 | 17,79 | 17,69 | 16,82        | 17,58        | —            | 17,79 RN |
| 2   | Marian Oprea       | România                    | 17,55 | X     | 17,47 | 17,34        | —            | 17,38        | 17,55    |
| 3   | Daniil Burkenia    | Rusia                      | 16,99 | 16,68 | 16,16 | 17,45        | 17,48        | 17,47        | 17,48    |
| 4   | Yoandri Betanzos   | Cuba                       | X     | 17,47 | X     | X            | 17,24        | X            | 17,47    |
| 5   | Jadel Gregório     | Brazilia                   | 17,22 | 17,27 | 15,97 | X            | 16,82        | 17,31        | 17,31    |
| 6   | Hristos Meletoglou | Grecia                     | 17,13 | X     | 17,10 | 17,05        | 16,65        | 17,06        | 17,13    |
| 7   | Viktor Gușcinskii  | Rusia                      | X     | X     | 17,11 | 16,27        | 16,95        | X            | 17,11    |
| 8   | Yoelbi Quesada     | Cuba                       | 16,93 | X     | 16,96 | X            | X            | —            | 16,96    |
| 9   | Kenta Bell         | Statele Unite ale Americii | 16,90 | X     | 16,39 | Nu a avansat | Nu a avansat | Nu a avansat | 16,90    |
| 10  | Julien Kapek       | Franța                     | X     | 16,79 | 16,81 | Nu a avansat | Nu a avansat | Nu a avansat | 16,81    |
| 11  | Walter Davis       | Statele Unite ale Americii | 16,78 | 16,65 | 16,59 | Nu a avansat | Nu a avansat | Nu a avansat | 16,78    |
| —   | Phillips Idowu     | Marea Britanie             | X     | X     | X     | Nu a avansat | Nu a avansat | Nu a avansat | FR       |